# 蓬萊丘站
蓬萊丘站（日语：／ Horaioka eki */?）是位於滋賀縣大津市坂本本町，比叡山鐵道線（坂本纜車）的車站。

## 概要
此站是坂本纜車中唯二中途車站，此站屬於山下一方的車站。乘車時需要使用車站內的電話聯絡職員，否則列車通常會通過車站。截至2007年11月，車站周邊進行森林伐木作業，離開車站的山路由於因倒下的樹木和被修剪的枯枝而使難以通過。因此，於此站下車的乘客或需要在車站乘車前往下一站或折返。

## 車站構造
月台地面使用瀝青鋪裝，位於路軌南邊。由於車站附近的路軌區間是在160‰的斜坡上，因此月台都是斜坡狀。月台內沒有車站大樓、上蓋、長椅和廁所。內站設有站名牌、出發時間表、車費表與「撥打電話」裝置。上述已經提及，該電話用作把下一班停靠此站。車站位於橋樑與隧道區間之間。
在當列車停靠在蓬萊丘站時，由於交走式纜索鐵路的特性，另一架列車必須停靠在裳立山站附近位置，比較靠近纜索坂本站一方。反之，裳立山站停站之際，另一車輛會停靠在此站前方的橋樑上。

## 車站周邊

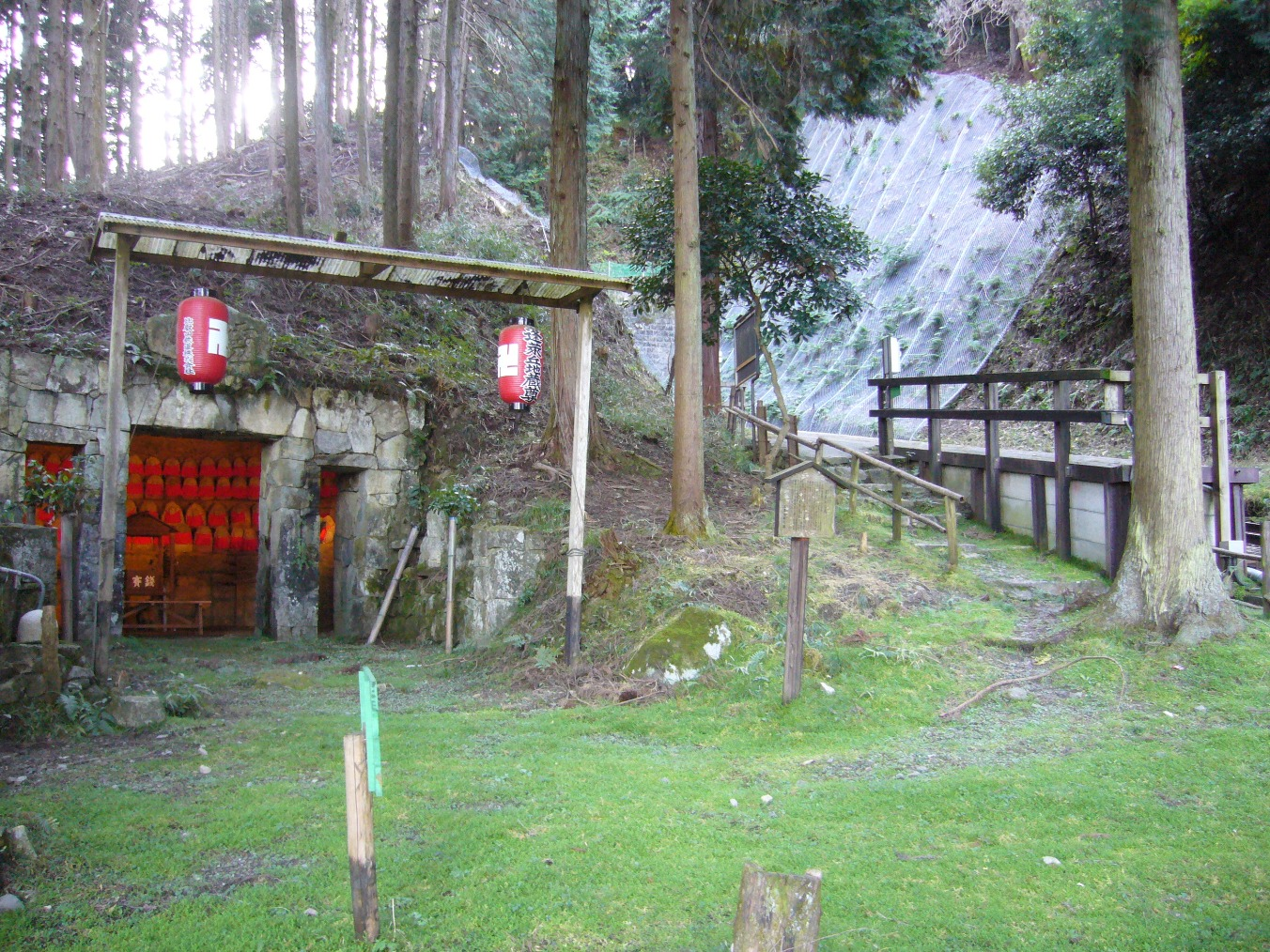
車站與「靈窟之石佛」

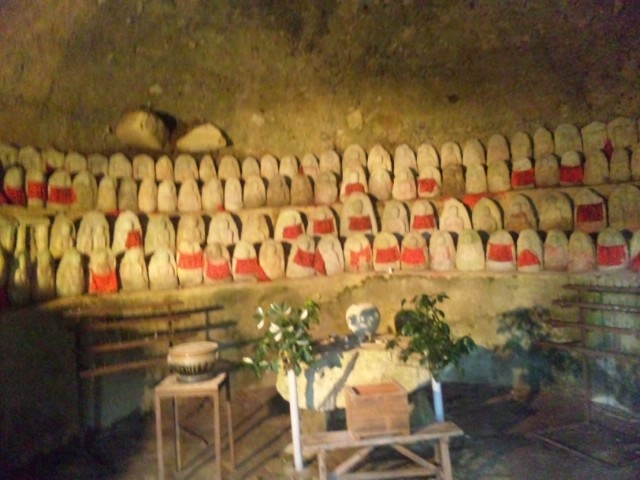
靈窟內部的樣子

- 靈窟之石佛（蓬萊丘地藏尊）
- 石佛群

## 歷史
- 1984年（昭和59年）4月26日 - 車站啟用[2]。

## 相鄰車站
比叡山鐵道
比叡山鐵道（坂本纜車）
纜索坂本－蓬萊丘－裳立山

## 注腳
1. ↑  . notte!. ヴァル研究所. 2015-11-10  [2016-02-20]. （原始内容存档于2016-02-22） （日语）.
2. ↑  今尾惠介（監修）.  9 関西2. 新潮社. 2009: 33. ISBN 978-4-10-790027-2 （日语）.